# Théâtre du Gymnase Marie-Bell

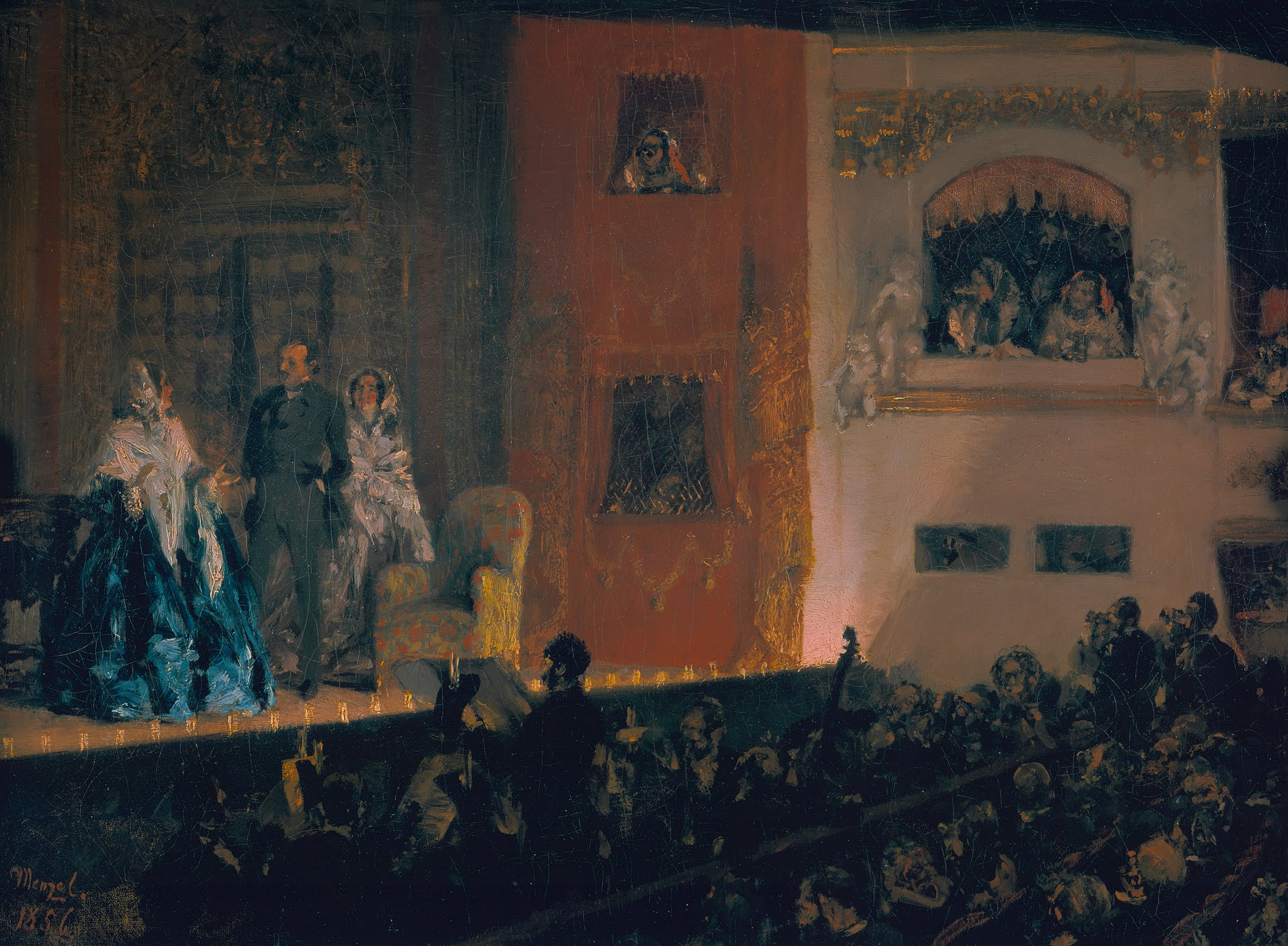
El Théâtre du Gymnase por Adolph von Menzel (1856).

El Théâtre du Gymnase o Théâtre du Gymnase Marie Bell, es un teatro en París, en número 38 de Bulevar Bonne-Nouvelle en el X Distrito de París (métro : Bonne Nouvelle).

## Historia
Se inauguró el 23 de diciembre de 1820 por Delestre-Poirson, el théâtre du Gymnase vino para servir como formación-teatro para estudiantes del conservatorio, donde  podrían aparecer sólo en uno-juegos de acto o adaptaciones de juegos más largos a uno-juegos de acto.
Poirson Deprisa añadió juegos de dos actos al repertorio del teatro, entonces juegos de 3 actos, y dibujó arriba de un contrato exclusivo con Eugène Escribano para suministrarles.  Instale gasista encendiendo en 1823 y, con el permiso del duchesse de Berry, el teatro era en 1824 concedió el título de théâtre de Madame.
Cerrado para renovación en 1830, el teatro reabierto después de la Revolución de julio bajo el nombre Gymnase Dramatique.
En 1844, Montigny tomó encima tan director del teatro, y para atraer una audiencia más ancha ligeramente abandonada el moral y edifying piezas el teatro anteriormente había especializado en, a favor del entonces-género sentimental de moda, con su "compromising situaciones, frío turpitudes, calculó afrentas, sobs y agonías".  El teatro  playwrights Balzac incluido, Émile Augier, Georges Arena, Edmond Aproximadamente, Victorien Sardou, Octava Feuillet, Meilhac y Halévy, y Alejandro Dumas (ambos padre e hijo).
En 1926, el playwright Henri Bernstein devenía el director de este teatro y lo utilizó para poner en sus la mayoría de trabajos famosos - Samson, La Rafaie, La Galerie des Glaces, Mélo, Le Bonheur and Le Messager.
Entonces, de 1939, el Gymnase dejó producciones de varios trabajos por Marcel Pagnol, Jean Cocteau, Marc-Gilbert Sauvajon, Sacha Guitry, Félicien Marceau y Jean Genet.  La actriz trágica Marie Bell tomó encima como el director del teatro en 1962, y protagonizado en una producción particularmente famosa de Racine  Phèdre allí.
En 2014, barítono francés David Serero actuó su Un Espectáculo de One Man Show.